# ABS-CBN
ABS-CBN Corporation (běžně známý jako ABS-CBN) je filipínská mediální a zábavní společnost se sídlem v Quezon City. Jedná se o největší zábavní a mediální konglomerát na Filipínách, pokud jde o příjmy, provozní výnosy, čistý zisk, aktiva, vlastní kapitál, tržní kapitalizaci a počet zaměstnanců.
ABS-CBN vznikl spojením Alto Broadcasting System (ABS) a Chronicle Broadcasting Network (CBN).

## Televizní kanály

### Národní

#### Aktuální
- ABS-CBN News Channel (ANC)
  - ANC HD
- ABS-CBN Sports and Action (S+A)
  - ABS-CBN Sports and Action HD (S+A HD)
- Asianovela Channel
- Cine Mo!
- Cinema One
- DZMM TeleRadyo
- DYAB TeleRadyo (Cebu)
- DXAB TeleRadyo (Davao)
- Jeepney TV
- Kapamilya Channel
  - Kapamilya Channel HD
- Kapamilya Box Office (KBO)
- Knowledge Channel
- Liga
- Metro Channel
- Movie Central
- Myx
- O Shopping
- Yey!

#### Bývalý
- ABS-CBN
  - ABS-CBN HD
- ABS-CBN Regional Channel
- Balls
- CgeTV
- Hero
- Lifestyle Network
- Maxxx
- Studio 23
- Tag
- Velvet

### Mezinárodní

#### Aktuální
- ANC Global
- Cinema One Global
- The Filipino Channel (TFC)
- Lifestyle Network (USA)
- Myx TV (USA)
- S+A International

#### Bývalý
- Bro
- Kapamilya Channel
- Pinoy Central TV

## Rozhlasové stanice

### My Only Radio
- MOR 101.9 My Only Radio For Life! Manila
- MOR 101.1 My Only Radio MORe Na Ron! Davao
- MOR 103.1 My Only Radio Dayta Ah! Baguio
- MOR 101.5 My Only Radio Sikat! Bacolod
- MOR 99.9 My Only Radio Sikat! Puerto Princesa
- MOR 93.5 My Only Radio Yan ang MORe! Naga
- MOR 93.9 My Only Radio Pirmi Na! Legazpi
- MOR 94.3 My Only Radio Araratan! Dagupan
- MOR 94.3 My Only Radio Sikat! Tacloban
- MOR 91.1 My Only Radio Abaw Pwerte! Iloilo
- MOR 97.1 My Only Radio Lupig Sila! Cebu
- MOR 98.7 My Only Radio Nah Ese Vale! Zamboanga
- MOR 91.9 My Only Radio Chuy Kay' Bai! Cagayan de Oro
- MOR 95.5 My Only Radio Ditoy Latta! Laoag
- MOR 92.7 My Only Radio For Life! General Santos
- MOR 95.1 My Only Radio For Life! Cotabato
- MOR 99.7 My Only Radio For Life! Española
- MOR 91.3 My Only Radio For Life! Isabela

### Radyo Patrol
- DZMM Radyo Patrol 630 (Metro Manila)
- DYAP Radyo Patrol 765 (Palawan)
- DYAB Radyo Patrol 1512 (Cebu)
- DXAB Radyo Patrol 1296 (Davao)

## Internet
- MOR TV
- Filipino On Demand
- iWant
- TFC Now!

## Dceřiné společnosti a divize

### Dceřiné společnosti
- ABS-CBN Center for Communication Arts, Inc. (Star Magic)
- ABS-CBN Convergence
  - ABS-CBNmobile (společný podnik s Globe Telecom, zaniklý)
  - ABS-CBN TVplus
- ABS-CBN Digital Media
- ABS-CBN Film Productions, Inc. (Star Cinema/ABS-CBN Films)
- ABS-CBN Lingkod Kapamilya Foundation, Inc.
- ABS-CBN Global Ltd.
- ABS-CBN International
- ABS-CBN Publishing, Inc.
- ABS-CBN Theme Parks & Resorts
  - ABS-CBN Studio Experience
  - KidZania Manila
- ACJ O Shopping Corporation (společný podnik s CJ Group)
- Creative Programs, Inc. (ABS-CBN Cable Channels)
- Dreamscape Entertainment Television
- Play Innovations, Inc.
- Roadrunner Network, Inc.
- Sarimanok News Network, Inc.
- Sky Cable Corporation
  - Destiny Cable
  - Sky Cable
  - Sky Direct
- Skylight Films
- Star Creatives
- Star Home Video
- Star Recording, Inc. (Star Music)
- Star Songs, Inc.

### Divize
- ABS-CBN Film Archive
- ABS-CBN Licensing
- ABS-CBN News and Current Affairs
- ABS-CBN Sports
- Cable Channels and Print Media Group
- Creative Communications Management Group
- Manila Radio Division
- Regional Network Group (ABS-CBN Regional)
- Star Entertainment Group